# فاما (ميناس جيرايس)
فاما، ميناس جيرايس بلدية في ولاية ميناس جيرايس في منطقة جنوب شرق البرازيل.